# Milchenbach
Milchenbach ist ein Ortsteil von Lennestadt im nordrhein-westfälischen Kreis Olpe.
Das Haufendorf liegt in einer Talendlage am Fuße des Härdlers rund 2 km südlich von Lenne in einer Höhe von rund 400 m. Die Ortschaft bedeckt eine Fläche von 791 ha. Davon sind 10 % Landwirtschaftsfläche und 81 % Waldfläche. Ende Juni 2020 wohnten in Milchenbach 185 Einwohner. Angrenzende Ortschaften sind Störmecke, Hundesossen, Lenne und Saalhausen.

## Geschichte

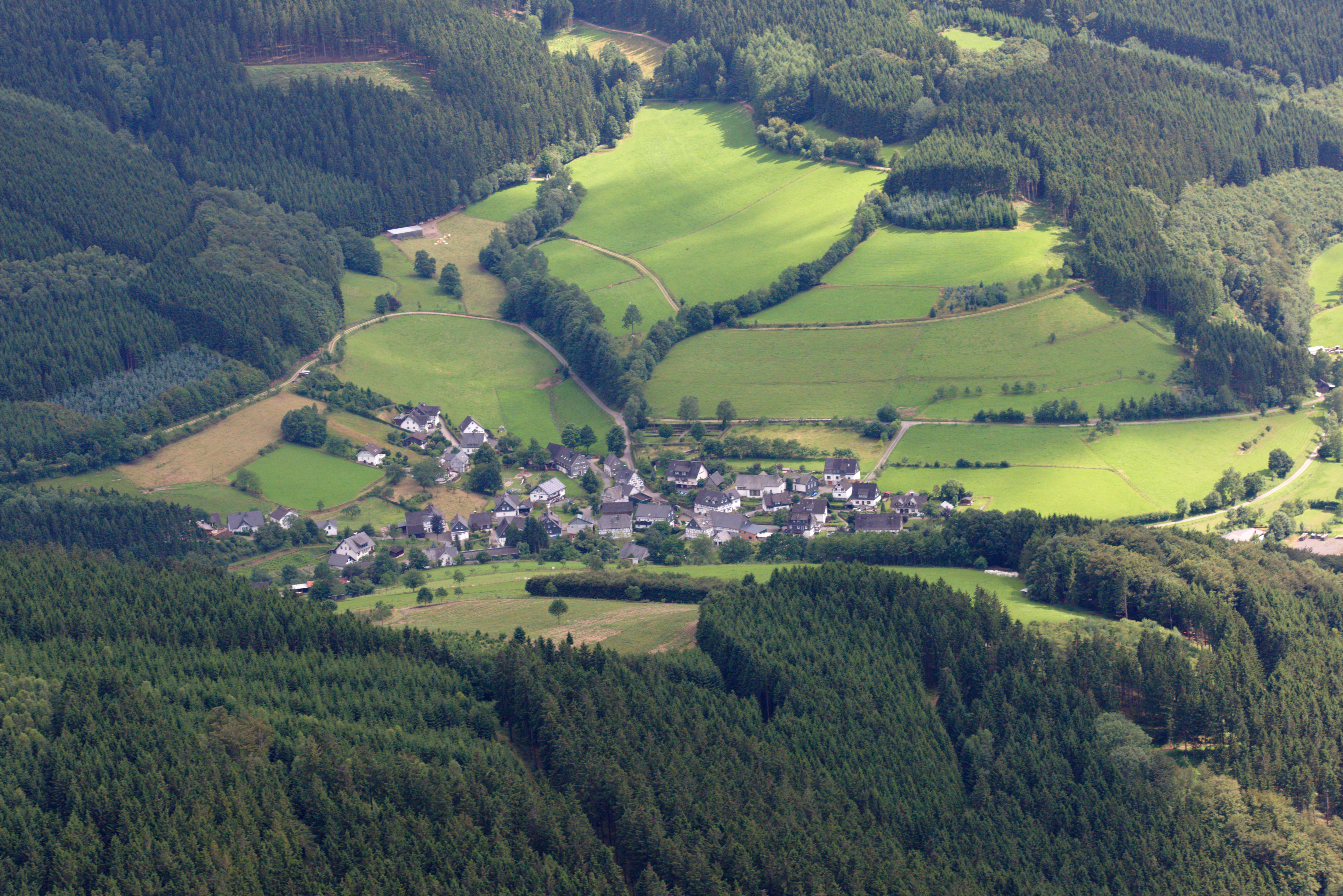
Luftaufnahme

In einer Urkunde des Hauses Bamenohl wurde Milchenbach am 13. Dezember 1297 erstmals erwähnt. Der Ort gehörte zum Kirchspiel Lenne. Ein Schatzungsregister (diente der Erhebung von Steuern) von 1543 vermittelt frühe Anhaltspunkte über die damalige Größe von Milchenbach. Demnach gab es in „Molckmecke“ (Milchenbach) 12 Steuerpflichte (ohne 1 Person, die als arm galt), deren Anzahl mit den vorhandenen Familien bzw. Häusern übereingestimmt haben dürfte. Im Jahr 1685 wohnten 20 Familien in dem Dorf. 1823 wurde die Milchenbacher Schule errichtet. Sieben Jahre später verzeichnete das Dorf insgesamt 175 Einwohner. 1905 kam es zur Verlegung einer Wasserleitung.  Eine öffentliche Fernsprechstelle installierte man 1907. Im Jahr 1968 wurde der 1724 errichtete Stall der Familie Paulmann abgebaut. Er wurde anschließend im Westfälisches Freilichtmuseum Detmold wieder aufgestellt. 1969 kam es zur Schließung der Milchenbacher Schule.
Der Ort gehörte bis Ende 1974 zur Gemeinde Lenne und bildete eine Verwaltungsgemeinschaft mit der neugebildeten Gemeinde Kirchhundem. Am 1. Januar 1975 erfolgte durch das Sauerland/Paderborn-Gesetz die Auflösung der Gemeinde, ihre Orte wurden der Stadt Lennestadt und der Stadt Schmallenberg (Hochsauerlandkreis) aufgeteilt. Milchenbach kam zu Lennestadt.

## Religion

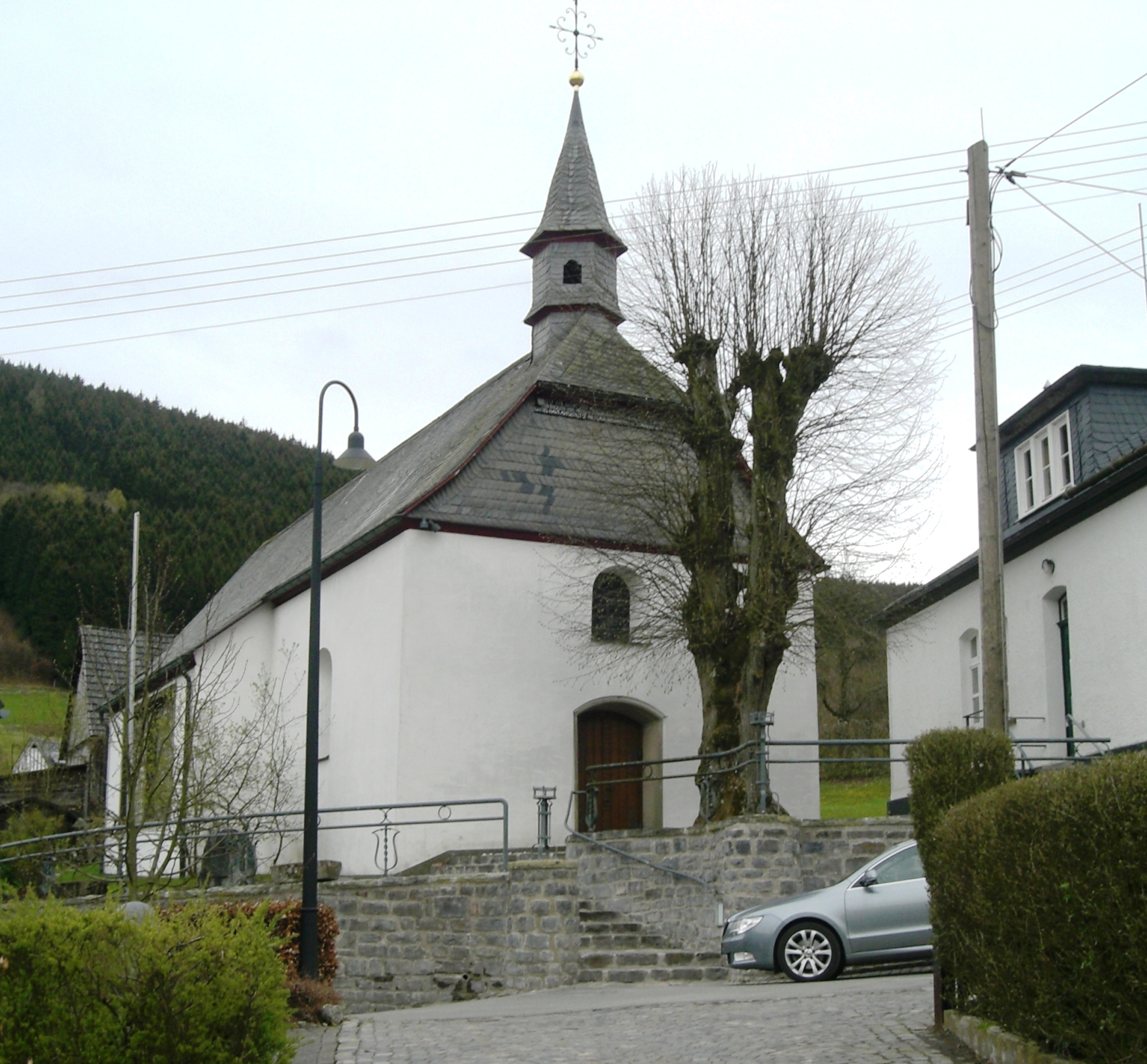
St. Nikolaus Milchenbach

Der weitaus überwiegende Teil der Milchenbacher Bevölkerung bekennt sich zum katholischen Glauben. Die erste Kapelle im Ort wird in einem Visitationsbericht des Jahres 1612 erwähnt. Sie wurde im Jahr 1778 durch einen Neubau ersetzt, der dem hl. Nikolaus geweiht wurde. Aufgrund vieler Sommergäste und Jugendlager reichten die Räumlichkeiten Anfang der 1960er Jahre nicht mehr aus. Ein Erweiterungsbau, im Grundriss als Kreuzform gestaltet, wurde im August 1965 in Angriff genommen. Am 28. Mai 1967 konnte die neue Kapelle mit ca. 150 Plätzen eingeweiht werden.
Die baulichen Maßnahmen sind eng verbunden mit dem Wirken des Paters und Künstlers Leo Jahn vom Kloster und Gymnasium Maria Königin in Altenhundem. Er betreute Milchenbach auch seelsorgerisch über 35 Jahre in dem Zeitraum 1964 bis 1998. Im Jahr 1997 schenkte Pater Jahn der Milchenbacher Kapelle ein selbst geschaffenes, die Chorwand ausfüllendes Altarbild, das vom auferstandenen Christus beherrscht wird. Die Kirche hat eine kleine Orgel mit 6 Registern bzw. 408 Pfeifen vom Orgelbauer Paul Sattel (Speyer), welche auf einer offenen Empore angebracht ist.

## Wirtschaft

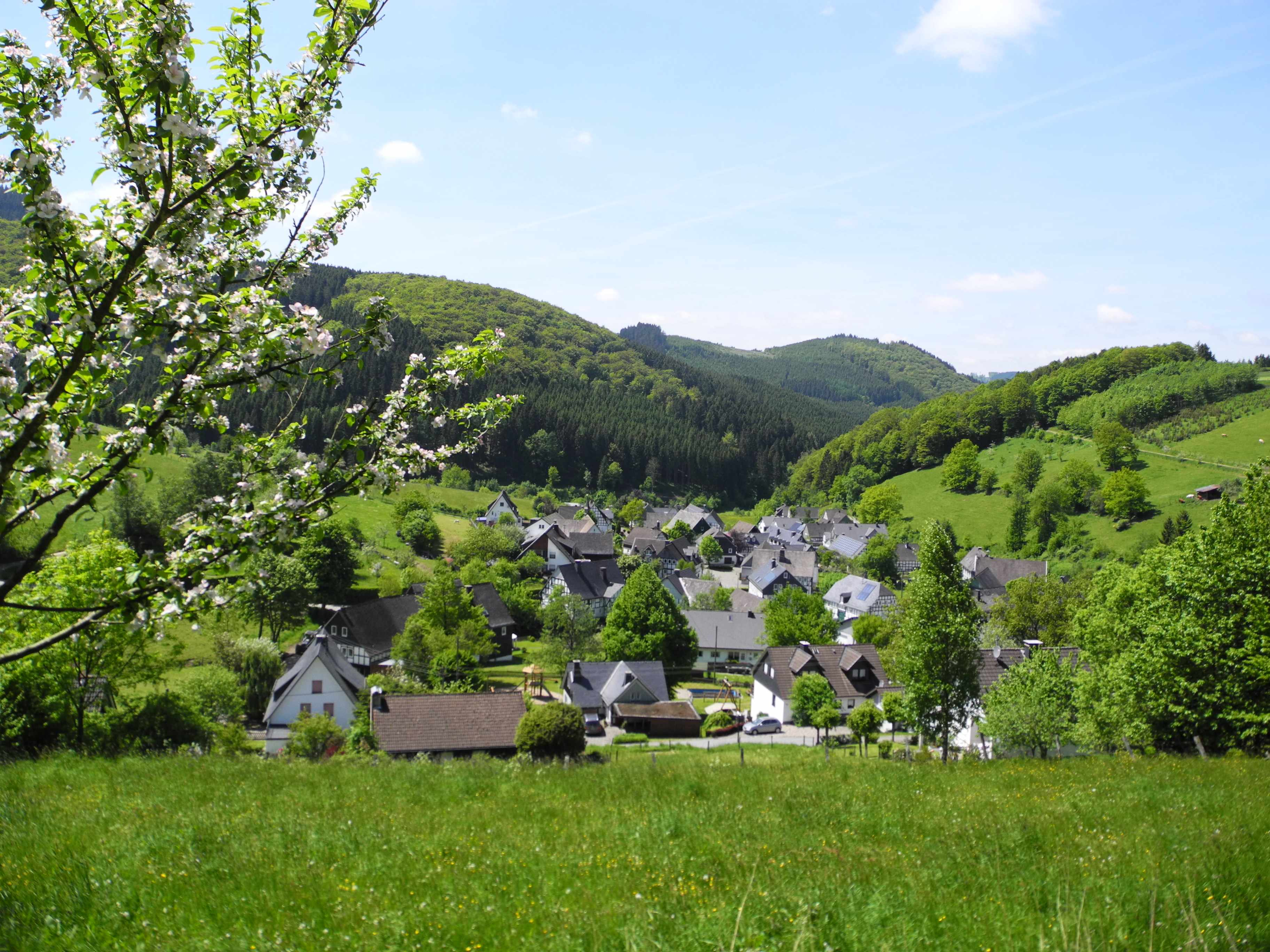
Milchenbach (2013)

Der Ort ist landwirtschaftlich geprägt. Mitte 2017 zählt er zwölf land- und forstwirtschaftliche Betriebe, ein Holzfuhrunternehmen und einen Traktor-Ersatzteilhandel via Internet. Für die Besorgung von Lebensmitteln können die Dorfbewohner auf einen Bauerngarten, eine Streuobstwiese und einen Bienenstand zurückgreifen. Das Dorf verfügt über eine eigene Wasserversorgung.

## Bundeswettbewerb – Unser Dorf hat Zukunft
Milchenbach begann bereits 1970 mit den Aktionen des Dorfwettbewerbs mit dem Wunsch, Verbesserungsvorschläge für die Dorfgestaltung zu erhalten. Der Ort wurde in den Jahren 1989 und 2001 auf Bundesebene bei dem Wettbewerb Unser Dorf soll schöner werden – Unser Dorf hat Zukunft mit einer Goldplakette ausgezeichnet.